# Eleanor Parker
Eleanor Jean Parker (født 16. juni 1922, død 9. december 2013) var en amerikansk tv- og filmskuespiller. Hun medvirkede op i mere end 80 film og tv-shows i løbet af sit liv. Ofte kaldt "alsidig" og forfatter Doug McClelland kaldte hende "en kvinde af tusind ansigter"; Han skrev også en biografi om Parker med samme titel.
I 1941, i en alder af 18 år skrev Eleanor Parker kontrakt med Warner Brothers. Hun blev nomineret til en Oscar bedste kvindelige hovedrolle tre gange i 1950'erne; for Indespærret, Politistation 21 og Sangen, der forstummede. For sin præstation i Indespærret vandt hun en pris under Venedig Film Festival. En af hendes mest berømte roller er Elsa von Schraeder i filmmusicalen The Sound of Music, der vandt en Oscar for bedste film. Parker døde i 2013 i en alder af 91 år på grund af lungebetændelse.